# 郭良 (嘉靖進士)
郭良（1516年—1587年），字復吾，号北洲，福建泉州府惠安縣（今泉州市泉港区山腰街道龙山村前郭自然村）人，民籍，明朝政治人物。

## 生平
郭良生于明朝正德十一年。
嘉靖三十四年（1555年）乙卯科福建鄉試第二十四名舉人。嘉靖四十一年（1562年）中式壬戌科會試第九十三名，三甲第二十八名進士。隆慶二年（1568年）七月由刑部署员外郎升为湖广按察司佥事。丁憂歸，復除山东佥事，萬曆三年（1575年）二月升廣東布政司左參議，因被弹劾調簡，九月降調雲南佥事。

## 家族
曾祖郭矩；祖父郭鑑；父郭珎，母莊氏。严侍下。